# アロワナ上目
アロワナ上目（アロワナじょうもく）もしくはアロワナ団（アロワナだん、英: Osteoglossomorpha）は、硬骨魚類の分類群の一つ。アロワナ目およびヒオドン目が含まれる。ヒオドン目はかつてアロワナ目に含められていたが、Nelson（2006）により独立の目とされた。

## 概要
現生のアロワナ上目魚類はジュラ紀後期（約1億4千年前）には地上に出現していたことが化石記録からわかっており、新鰭亜綱の魚類としてはガー目・アミア目に次いで古い系統である。
繁殖形態や初期生活史に特徴があり、多くの種類は何らかの子育てを行う。成魚には卵巣が左側にしかなく右側の卵巣は失われており、他の硬骨魚類にはほとんどみられない特徴となっている。ヒオドン属（ヒオドン目）と Pantodon 属（アロワナ目）は例外的に両側の卵巣をもち、子育ても行わない。

## 分類
現生のアロワナ上目はヒオドン目（1科1属2種）およびアロワナ目（4科28属218種）の2目を含む。アロワナ目にはかつてアロワナ亜目 Osteoglossoidei、ナギナタナマズ亜目 Notopteroidei の2亜目が下位分類として設置されていた。絶滅したIchthyodectiformes目はかつてこの上目に含まれていたが、基盤的な真骨類とする説が一般的。
- †Lycopteriformes 目 Lycopteriformes （絶滅）
  - †Lycopteridae 科 Lycopteridae （絶滅）
- ヒオドン目 Hiodontiformes
  - ヒオドン科 Hiodontidae
- アロワナ目 Osteoglossiformes
  - アロワナ科 Osteoglossidae
    - Heterotidinae 亜科 Heterotididae （ピラルクー、ナイルアロワナ）
    - アロワナ亜科 Osteoglossinae （アジアアロワナ、シルバーアロワナ、ブラックアロワナ）

  - ナギナタナマズ科 Notopteridae （ナギナタナマズ）
  - モルミュルス科 Mormyridae （エレファントノーズフィッシュ）
  - ギュムナルクス科 Gymnarchidae
  - †Ostariostomidae 科 Ostariostomidae （絶滅）